# Édouard Grasset
Pour les articles homonymes, voir Grasset.
Isaac-Édouard Grasset, né à La Rochelle le 9 ventôse an X (28 février 1802) et mort à Corfou (Iles Ioniennes) le 31 août 1865, diplomate français qui a participé à la Guerre d'indépendance grecque et occupé de nombreux postes en tant que consul de France.

## Enfance et formation
Son père Claude-Joseph Grasset (1760-1836), né à La Charité, ingénieur des ponts et chaussées, fut en poste à La Rochelle de 1789 à 1802. Il y épousa Camille-Sophie Suidre (1768-1837) dont il eut trois enfants : Marie-Sophie (1796), Louis-Auguste (1799) et Isaac-Édouard (1802).

Revenu à La Charité, il fut maire de cette ville durant le Premier Empire.

Ses fils firent leurs études au collège de La Charité, puis Édouard partit pour Paris où il étudia les langues sans but précis. Dès 1821, à cause de ses opinions libérales, il fut en contact avec les philhellènes et suivit les événements de l'insurrection grecque. Il ne se rendit pas directement en Grèce, mais s'arrêta en Italie pour perfectionner sa connaissance du grec moderne.

## La guerre d'indépendance de la Grèce

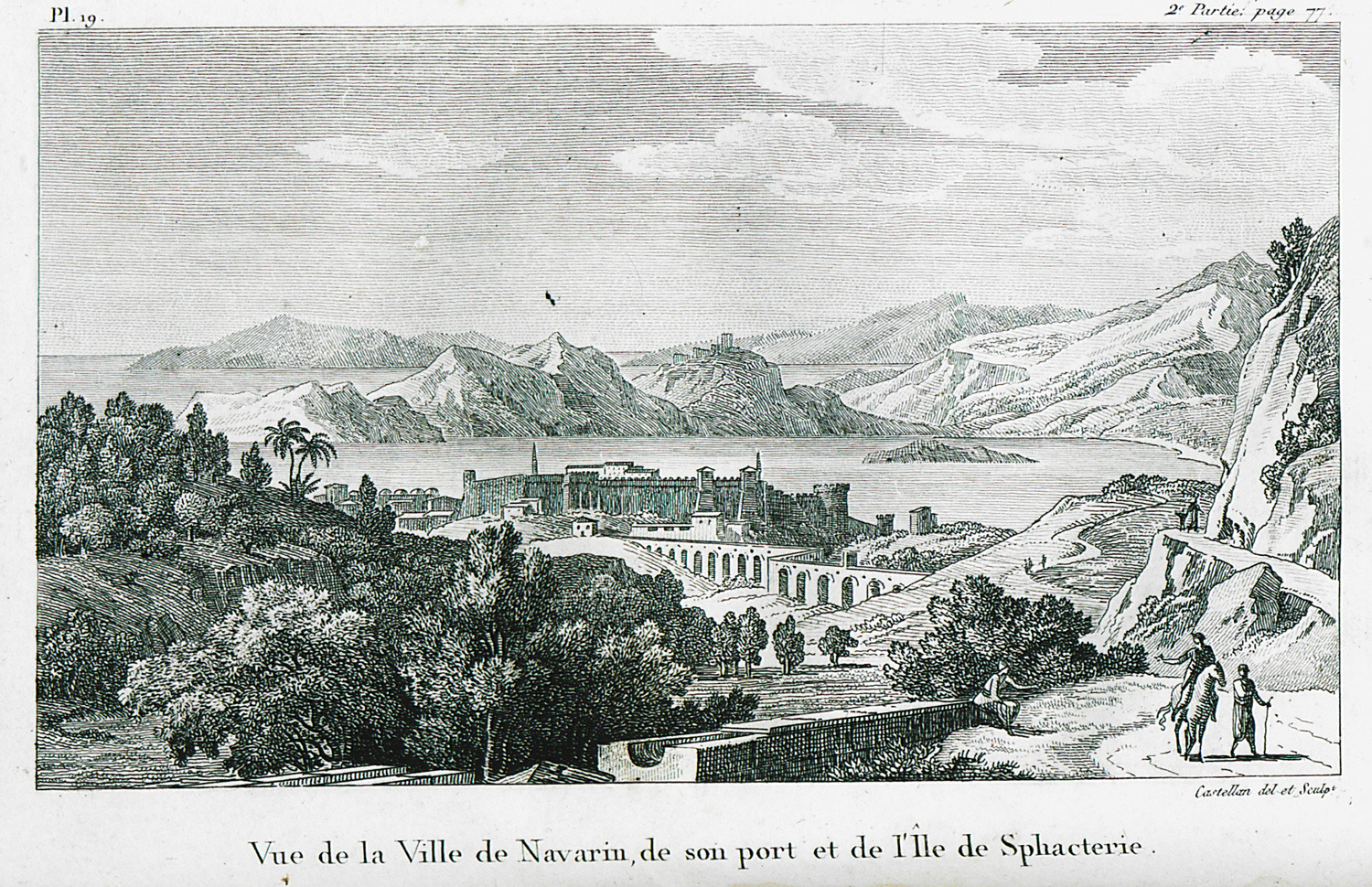
Vue de la ville de Navarin, de son port et de l'île de Sphacterie - Castellan Antoine-laurent - 1808

Aléxandros Mavrokordátos, grec phanariote alors en Italie, organisa les premiers convois de philhellènes en direction de la Grèce (octobre 1821). Édouard Grasset partit avec l'un des premiers convois et devint le secrétaire et l'ami de Mavrokordátos. De Missolonghi, ils dirigèrent les indépendantistes de la "Grèce continentale d'occident". Mavrokordátos chef du parti des "politiques", était en lutte avec Theódoros Kolokotrónis, et les autres chefs du parti "militaire". Parvenu à réunir une première Assemblée Nationale à Épidaure, il fut nommé président du Conseil exécutif.
Dans leurs voyages ils rencontrèrent le colonel Fabvier qui visitait le Péloponnèse et inspectait les défenses de la forteresse de Navarin. À la bataille de Sphactérie, Édouard Grasset rencontra le comte Santorre di Santa Rosa qui trouva la mort le lendemain dans les combats contre l'armée égyptienne d'Ibrahim Pacha alliée des Ottomans. Mavrokordátos fut blessé et les grecs perdirent le port de Navarin.
Les défaites successives des indépendantistes grecs cessèrent en 1825 : le colonel Fabvier avait été chargé de lever et d'entraîner une armée régulière grecque. La lutte contre les Ottomans et leurs alliés égyptiens reprit. Le moral des insurgés grecs remontait. Les exactions commises par les troupes belligérantes firent scandale et les royaumes européens s'engagèrent par le traité de Londres (1827) à aider les grecs à conquérir leur indépendance. La bataille de Navarin, le 20 octobre 1827, vit l'anéantissement de la flotte égypto-ottomane par les vaisseaux français, anglais et russes.
L'indépendance de la Grèce était acquise et fut définitivement confirmée par le traité d'Andrinople en 1829.

## L'enlèvement de Mary

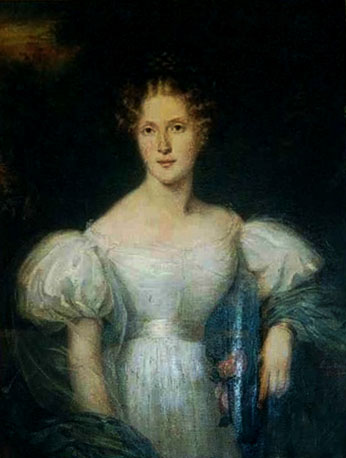
Portrait présumé de Mary Hyde de Neuville (1812-1848)

Édouard Grasset rentra en France dès 1827, pour s'établir à Paris, au 56 rue de Seine. En 1828, il était secrétaire de l'agence commerciale et maritime française à Athènes. Il avait espéré devenir secrétaire du baron Rouen, ministre résident de France, mais il dut revenir sans emploi à La Charité, en octobre 1829.
Jean-Guillaume Hyde de Neuville était bien connu des Grasset : ministre de la Marine de Charles X, il avait aidé Édouard au début de son engagement avec les philhellènes. Ce ministre était né à La Charité et avait été député de la Nièvre. Il possédait le château de l'Étang, à Ménétréol-sous-Sancerre et la famille Hyde de Neuville s'y retrouvait en été. Le ministre avait une nièce, Mary Hyde de Neuville (1812-1848). Édouard la connaissait bien et lorsqu'ils se retrouvèrent sur les bords de la Loire, une idylle se forma entre eux. L'élan de leur amour de jeunesse, les difficultés à faire accepter leur liaison par les familles, les conduisirent à s'enfuir ensemble à Londres en janvier 1830. Mais après quelques semaines de passion amoureuse, la belle Mary fut prise de remords et rentra aussitôt dans sa famille. Édouard rentra aussi tout déconfit à Paris. Mary ne cessait de déclarer son amour pour lui à ses parents mais sans les convaincre.
Lui s'était confié à ses amis et le colonel Fabvier lui avait conseillé d'être sage et de demander honnêtement la main de Mary à son père. Quant à elle, elle s'adressa à des amies américaines qu'elle avait connu dans son enfance, Mrs Garnett et ses filles. Celles-ci prudemment proposèrent l'entremise de deux de leurs amis qui connaissaient Édouard : le baron Taylor et Prosper Mérimée. De même un autre ami des dames Garnett, Henri Beyle lui donnait quelques conseils, bien qu'il fût un peu jaloux.
C'est ainsi que Mérimée devint l'intermédiaire entre les deux amants qui se donnaient des nouvelles par son canal. Mais avec le temps, les avis des amis ont changé et ils conseillèrent à Édouard de s'éloigner de cette jeune femme trop inconstante pour faire une bonne épouse. La famille Hyde de Neuville lui fit épouser Romain de Lastic-Saint-Jal, avec lequel elle partit s'établir à Poitiers. Édouard rêva à nouveau de voyages et repartit dès l'été en Toscane pour oublier ses peines. Mais il avait noué une solide amitié avec Prosper Mérimée et devint son complice pour de nombreuses aventures galantes à Paris ou ailleurs. Mérimée aidait Édouard par ses relations et lui prêtait de l'argent, en échange Édouard prêtait sa garçonnière à Prosper pour des rencontres discrètes. 

## Consul de France

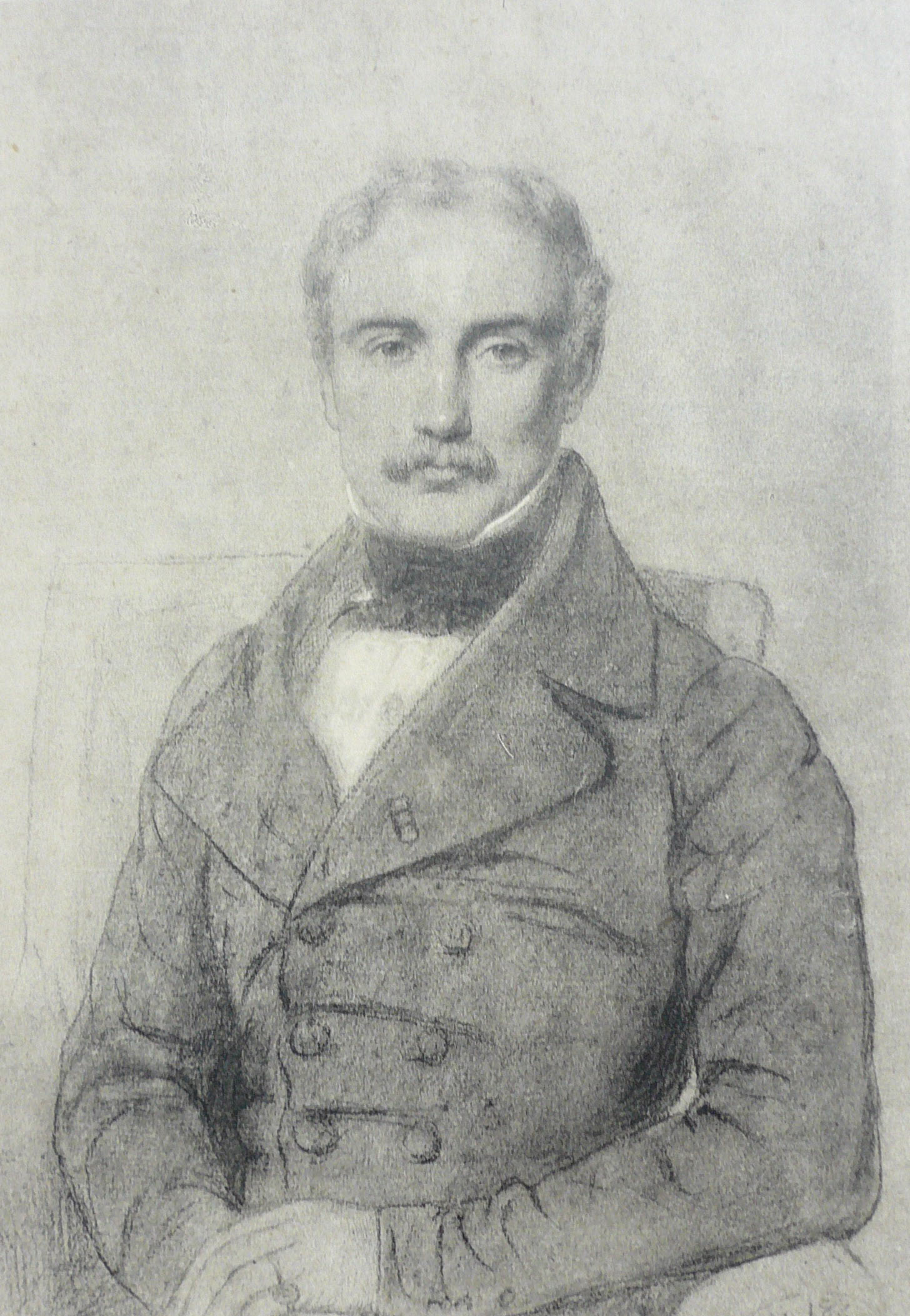
Portrait d'Édouard Grasset (1844) par Luigi Calamatta

Le colonel Fabvier, devenu général, était alors en disponibilité. Il s'intéressait à la cause polonaise, étant secrétaire du Comité Polonais, dont La Fayette était le président. En septembre 1831, pour seconder le soulèvement de Varsovie il a envoyé un convoi de volontaires avec des armes et des munitions. Édouard Grasset avait accepté de commander ce détachement. Mais lorsque le convoi parvint en Pologne, Varsovie avait déjà capitulé et le convoi est rentré en France sans avoir livré ses armes.
A ce moment Édouard n'avait toujours pas de poste. Son ami Henri Beyle était consul de France à Civitavecchia. Ayant la chance d'être présenté au roi, Édouard sollicita à nouveau un poste diplomatique mais rien ne vint. Les décès de ses parents (1836 et 1837) le mirent au pied du mur. Mérimée le suppliait de ne pas se fâcher avec sa sœur et son frère pour des questions d'argent.

Enfin le 15 septembre 1839, grâce à l'appui de ses amis les généraux Fabvier, Guilleminot et Guéhéneuc, ainsi que du député de la Nièvre Lafond, le maréchal Soult, ministre des Affaires étrangères, lui offrit un poste d'agent consulaire à Ioannina en Grèce, avec le titre de Consul.
Cette affectation dans une région qu'il connaissait déjà lui convenait bien. Mérimée et d'autres amis lui écrivaient souvent pour lui demander des renseignements sur la vie locale ou sur les recherches archéologiques. Il rentrait quelques mois à Paris en hiver pour se reposer et consulter son médecin. C'est au cours d'un de ces séjours que Calamatta fit de lui un portrait au crayon.

Le 22 septembre 1845 il fut chargé de la gestion du consulat de Salonique, le 14 avril 1848 il y fut nommé Consul de 2ème classe et enfin le 28 novembre 1849 promu à la 1ère classe.
La révolution de 1848 le laisse à son poste, mais il est muté le 25 janvier 1851 à Port-Louis, dans l'Île Maurice alors colonie anglaise. Édouard mit plus d'un an avant de rejoindre ce poste; il ne se plaisait pas dans cette île éloignée de tout et insista pour être remplacé et revenir près de la France. Aussi dès le 12 septembre 1853 il est nommé à La Canée en Crète, mais il n'a pas le temps de s'y rendre avant d'être de nouveau muté à Alep en Syrie alors dans l'Empire ottoman, le 22 octobre 1853. A nouveau éloigné de l'Europe pendant deux ans, il obtint enfin le poste d'Ancône sur la côte adriatique, le 24 octobre 1855. De là il put voyager à nouveau, il visita Venise, séjourna en Toscane et raconta longuement ses découvertes à son ami Mérimée.

## À Corfou
Le 4 février 1857 il fut nommé Consul à Corfou, la capitale des Îles Ioniennes, encore sous protectorat britannique. Le 21 mai 1864, l'île a été officiellement remise à la Grèce, c'est pourquoi Mérimée le recommandera particulièrement au comte de Gobineau, nommé ministre plénipotentiaire de France à Athènes cette année-là.
Durant les belles années qu'il a passé à Corfou, Édouard Grasset a récolté des objets d'art et beaucoup d'autres curiosités destinées à ses amis français, à son frère Auguste et même à des musées prestigieux : c'est ainsi qu'il fit don au Louvre d'un buste de la Victoire, stèle et figure agenouillée, sculptures recueillies à Apollonie d’Épire.
C'est aussi à cette époque qu'Édouard Grasset commença à solliciter sa mise en disponibilité à cause de sa santé défaillante, sans succès pendant deux ans. Le 29 août 1865 enfin, il recevait le titre de Consul général et il était mis en position d'inactivité.
Deux jours après cette promotion, le 31 août 1865, il mourut brutalement, à l'âge de 63 ans, dans sa résidence de Corfou.
Ses funérailles donnèrent lieu à une cérémonie solennelle à laquelle ont assisté le ministre des Affaires étrangères de Grèce, le nomarque de Corfou, le ministre de Prusse, le comte de Gobineau et toutes les personnalités présentes dans l'île. La garnison rendit les honneurs.
Édouard Grasset était officier de la Légion d'honneur, commandeur de Saint-Grégoire-le-Grand et de l'ordre de Jérusalem, officier des ordres du Sauveur de Grèce, de l'indépendance de la Grèce, du Médjidié et décoré de la croix monténégrine de Daniel Ier.

## Récompenses et distinctions
- Commandeur de l'ordre de Saint-Grégoire-le-Grand